# Mongbwalu
Mongbwalu este un oraș în  provincia Haut-Congo, Republica Democrată Congo. În 2012 avea o populație de 30 710 de locuitori, iar în 2004 avea 26 176.